# 錨を上げて (映画)
『錨を上げて』（いかりをあげて、Anchors Aweigh）は、1945年に製作されたアメリカのミュージカル映画。現在パブリックドメイン。

## 概要
4日間の休暇を与えられハリウッドにやって来た水兵の恋物語を描いたミュージカル映画。1945年アカデミー作曲賞受賞作。
この作品のタイトルの元になったのは同名の軍歌、行進曲の『錨を上げて』である。
この作品の魅力の一つであるジーン・ケリーのダンス、フランク・シナトラの歌が繰り出す心躍る二人の個性が存分に生かされた音楽や歌手志望のヒロインを巡る二人の恋のドタバタ。ハリウッドボウルにて、名ピアニスト、ホセ・イトゥルビによって20台ものピアノで奏でられるハンガリア狂詩曲。そしてMGMのカートゥーン、トムとジェリーのジェリーとジーン・ケリーによる実写とアニメーションが見事に融合したダンスの共演シーン等見所が多い魅力に溢れたミュージカル映画である。

## ストーリー
功績により4日間の特別休暇を与えられた水兵クラレンス・ドゥーリッツルとジョゼフ・ブラディは花の都ハリウッドへ赴く。陽気で行動的なジョゼフは美人の女友達ローラと楽しく過ごそうと大はしゃぎ。それに対し内気で不器用なクラレンスもジョゼフを見習っていい女友達をつくろうと思った。
ハリウッドに到着した二人、大いに羽目を外そうと思っていたが、ひょんなことから海軍狂の迷子の男の子ドナルドに出会い彼を家まで送る羽目に。そこで彼の唯一の身寄りである叔母のスーザンと知り合う。
彼女は歌手の卵で普段は映画のエキストラの仕事をしているが、有名指揮者でピアニストであるホセ・イトゥルビに憧れを抱いていた。
スーザンに一目惚れしたクラレンスだったが打ち明けられず、ジョゼフはローラとデートの約束をしたが時間を間違えて振られてしまうが彼もまたスーザンに惚れてしまう。
スーザンに惚れてしまった二人は彼女の元に訪ねてきた男性を追い返すが、その男性は彼女をイトゥルビに紹介しようとしていたことが判明しスーザンは悲しむ。
そんな中ジョゼフはクラレンスがイトゥルビと知り合いだと嘘をつく。それからジョゼフとスーザンは互いに愛し合うようになり、クラレンスは他の女性と親しくなる。ジョゼフは嘘を本当にしようとクラレンスと共にイトゥルビを追い掛け回すがうまく行かず4日間の休暇は終わりを告げる。
その後、スーザンはイトゥルビの元へ訪れジョゼフの言ったことは嘘だったということを知り沈み込む。そこで彼女に同情したイトゥルビは何と彼女にテストをしてやろうというのだ。
一方、帰艦したジョゼフとクラレンスは艦内で騙してしまった彼女のことを申し訳なく思い沈んでいた。そこへ何故かホセ・イトゥルビが現れ、わけのわからない二人を艦のホールへ連れて行く。
ホールに来た二人。クラレンスはハリウッドで知り合った女性の姿を見つける。その一方、ホールのステージ上には楽団とイトゥルビが待機。なぜか客席には海軍の格好をしたドナルドがいた。ジョゼフがステージ上に目を見張っているとなんとスーザンの姿が。彼女は米海軍に発掘された新人歌手としてステージで歌を披露するらしい。ジョゼフは真っ先にスーザンの元へ駆け寄る。
イトゥルビの指揮で「錨を上げて」が盛大に歌われる中、クラレンスそしてジョゼフは、愛する人をそれぞれ抱きしめ続けるのであった。

## キャスト
※括弧内は日本語吹替（テレビ放送版）
- ジョゼフ・ブラディ - ジーン・ケリー（仲村秀生）
- クラレンス・ドゥーリッツル - フランク・シナトラ（納谷六朗）
- スーザン・アボット - キャスリン・グレイソン（上田みゆき）
- ホセ・イトゥルビ - ホセ・イトゥルビ（吉沢久嘉）
- ドナルド・マーティン - ディーン・ストックウェル（沢田和子）
- ブルックリン - パメラ・ブリットン（松島みのり）
- 巡査部長 - ラグ・ラグランド
- カフェの店長 - ビリー・ギルバート
- 艦長 - ヘンリー・オニール（辻村真人）
- カルロス・ラミレス - カルロス・ラミレス
- ラジオ警官 - ジェームズ・フレイヴィン
- 警部 - エドガー・ケネディ

## スタッフ
- 監督 ジョージ・シドニー
- 製作 ジョー・パスターナク
- 原作 ナタリー・マーシン
- 脚本 イソベル・レナート
- 撮影 ロバート・プランク、チャールズ・P・ボイル
- 作詞 サミー・カーン
- 作曲 ジュール・スタイン
- 音楽 ジョージ・ストール
- 編曲 アール・ブレント
- 美術 セドリック・ギボンズ、ヘンリー・ジャッファ、ランダル・デュエル
- 編集 アドリナン・フェイザン
- 録音 ダグラス・シアラー

## アカデミー賞受賞記録
- アカデミー作曲賞
- アカデミー作品賞ノミネート
- アカデミー主演男優賞ノミネート - ジーン・ケリー
- アカデミー撮影賞ノミネート - ロバート・プランク、チャールズ・P・ボイル
- アカデミー歌曲賞ノミネート

## 補足
本作中で使用される曲「Worry Song」ではジーン・ケリーとミッキーマウスが共演してダンスをする予定だったがディズニー側から却下されたため、代わりとして当時大ブレイクしていたMGMのカートゥーン、『トムとジェリー』から同じネズミキャラクターのジェリーが出演することになった。この時のジェリーの声は女優のサラ・バーナーが担当。『トムとジェリー』内でジェリーの追い掛け回し役のトムもジェリーの召使いとして登場。